# Bathystolma brunnea
Bathystolma brunnea là một loài bướm đêm trong họ Noctuidae.